# Olympische Winterspiele 1998/Bob – Viererbob (Männer)
Der Viererbob der Männer bei den Olympischen Winterspielen 1998 in Nagano bestand aus drei Läufen, von denen einer am 20. und zwei am 21. Februar 1998 ausgetragen wurden. Austragungsort war die Spiral. Am Start waren 128 Teilnehmer aus 25 Ländern. Olympiasieger wurden Christoph Langen, Markus Zimmermann, Marco Jakobs und Olaf Hampel aus Deutschland mit einer Gesamtzeit von 2:39,41 Minuten. Die Silbermedaille holten die Schweizer Marcel Rohner, Markus Nüssli, Markus Wasser und Beat Seitz vor den Franzosen Bruno Mingeon, Emmanuel Hostache, Éric Le Chanony und Max Robert sowie den Briten Sean Olsson, Dean Ward, Courtney Rumbolt und Paul Attwood, die zeitgleich die Bronzemedaille gewannen.

## Titelträger
| Olympiasieger | Harald Czudaj Karsten Brannasch Olaf Hampel Alexander Szelig ( Deutschland) | Lillehammer 1994 |
| Weltmeister   | Wolfgang Hoppe Sven Rühr René Hannemann Carsten Embach ( Deutschland)       | St. Moritz 1997  |

## Ergebnisse
| Rang | Athleten                                                                        | Nation                       | Lauf 1   | Lauf 1 | Lauf 2   | Lauf 2 | Lauf 3   | Lauf 3 | Gesamt     |
| Rang | Athleten                                                                        | Nation                       | Zeit (s) | Rang   | Zeit (s) | Rang   | Zeit (s) | Rang   | Zeit (min) |
| ---- | ------------------------------------------------------------------------------- | ---------------------------- | -------- | ------ | -------- | ------ | -------- | ------ | ---------- |
| 001  | Christoph Langen Markus Zimmermann Marco Jakobs Olaf Hampel                     | Deutschland                  | 52,70    | 1      | 52,90    | 1      | 53,81    | 8      | 2:39,41    |
| 002  | Marcel Rohner Markus Nüssli Markus Wasser Beat Seitz                            | Schweiz                      | 53,13    | 8      | 53,15    | 2      | 53,73    | 4      | 2:40,01    |
| 003  | Sean Olsson Dean Ward Courtney Rumbolt Paul Attwood                             | Großbritannien               | 52,77    | 2      | 53,58    | 10     | 53,71    | 3      | 2:40,06    |
| 003  | Bruno Mingeon Emmanuel Hostache Éric Le Chanony Max Robert                      | Frankreich                   | 53,13    | 8      | 53,30    | 3      | 53,63    | 1      | 2:40,06    |
| 005  | Brian Shimer Chip Minton Randy Jones Garrett Hines                              | Vereinigte Staaten           | 52,93    | 4      | 53,42    | 4      | 53,73    | 4      | 2:40,08    |
| 006  | Sandis Prūsis Egils Bojārs Jānis Ozols Jānis Elsiņš                             | Lettland                     | 52,98    | 5      | 53,50    | 7      | 53,78    | 6      | 2:40,26    |
| 007  | Christian Reich Steve Anderhub Thomas Handschin Cédric Grand                    | Schweiz                      | 52,88    | 3      | 53,47    | 6      | 53,93    | 13     | 2:40,28    |
| 008  | Harald Czudaj Torsten Voss Steffen Görmer Alexander Szelig                      | Deutschland                  | 53,12    | 7      | 53,50    | 7      | 53,70    | 2      | 2:40,32    |
| 009  | Pierre Lueders Ricardo Greenidge Jack Pyc David MacEachern                      | Kanada                       | 53,14    | 10     | 53,44    | 5      | 53,81    | 8      | 2:40,39    |
| 009  | Hubert Schösser Peter Leismüller Erwin Arnold Martin Schützenauer               | Österreich                   | 53,10    | 6      | 53,50    | 7      | 53,79    | 7      | 2:40,39    |
| 011  | Chris Lori Ben Hindle Matt Hindle Ian Danney                                    | Kanada                       | 53,52    | 11     | 53,69    | 13     | 53,93    | 13     | 2:41,14    |
| 012  | Jim Herberich Darrin Steele John Kasper Robert Olesen                           | Vereinigte Staaten           | 53,74    | 15     | 53,72    | 14     | 53,81    | 8      | 2:41,27    |
| 013  | Pavel Puškár Peter Kondrát Pavel Polomský Jan Kobián                            | Tschechien                   | 53,61    | 12     | 53,80    | 16     | 53,88    | 11     | 2:41,29    |
| 014  | Günther Huber Antonio Tartaglia Massimiliano Rota Marco Menchini                | Italien                      | 53,84    | 16     | 53,68    | 12     | 53,91    | 12     | 2:41,43    |
| 015  | Naomi Takewaki Hiroaki Ohishi Takashi Ohori Masanori Inoue                      | Japan                        | 53,73    | 14     | 53,87    | 18     | 53,95    | 15     | 2:41,55    |
| 016  | Toshio Wakita Yasuo Nakamura Toshiya Onoda Shinji Aoto                          | Japan                        | 54,02    | 19     | 53,66    | 11     | 54,28    | 16     | 2:41,96    |
| 017  | Arnfinn Kristiansen Jørn Stian Dahl Peter Kildal Dagfinn Aarskog                | Norwegen                     | 53,96    | 18     | 53,78    | 15     | 54,33    | 17     | 2:42,07    |
| 018  | Kurt Einberger Thomas Bachler Georg Kuttner Michael Müller                      | Österreich                   | 53,92    | 17     | 53,83    | 17     | 54,39    | 18     | 2:42,14    |
| 019  | Pawel Schtscheglowski Alexei Seliwjorstow Wladislaw Possedkin Konstantin Djomin | Russland                     | 53,72    | 13     | 53,95    | 19     | 54,71    | 20     | 2:42,38    |
| 020  | Fabrizio Tosini Andrea Pais de Libera Enrico Costa Sergio Chianella             | Italien                      | 54,07    | 20     | 54,09    | 20     | 54,86    | 22     | 2:43,02    |
| 021  | Dudley Stokes Winston Watts Chris Stokes Wayne Thomas                           | Jamaika                      | 54,41    | 21     | 54,55    | 22     | 54,80    | 21     | 2:43,76    |
| 022  | Tomasz Żyła Dawid Kupczyk Krzysztof Sieńko Tomasz Gatka                         | Polen                        | 54,71    | 22     | 54,45    | 21     | 54,63    | 19     | 2:43,79    |
| 023  | Jason Giobbi Scott Walker Ted Polglaze Adam Barclay                             | Australien                   | 54,72    | 23     | 54,93    | 24     | 55,23    | 24     | 2:44,88    |
| 024  | Nicholas Frankl Péter Pallai Zsolt Zsombor Bertalan Pintér                      | Ungarn                       | 55,16    | 25     | 54,82    | 23     | 54,94    | 23     | 2:44,92    |
| 025  | Zoran Sokolović Nihad Mameledžija Edin Krupalija Mario Franjić                  | Bosnien und Herzegowina      | 55,26    | 26     | 55,11    | 25     | 55,30    | 25     | 2:45,67    |
| 026  | Sun Kuang-ming Duh Maw-sheng Chang Mau-san Cheng Jin-shan                       | Chinesisch Taipeh            | 55,30    | 27     | 55,13    | 26     | 55,52    | 26     | 2:45,95    |
| 027  | Florin Enache Marian Chițescu Iulian Păcioianu Mihai Dumitrașcu                 | Rumänien                     | 55,01    | 24     | 55,37    | 27     | 55,68    | 27     | 2:46,06    |
| 028  | Albert Grimaldi Pascal Camia Jean-François Calmes Gilbert Bessi                 | Monaco                       | 55,58    | 28     | 55,70    | 30     | 55,86    | 29     | 2:47,14    |
| 029  | Keith Sudziarski Christian Brown Paul Zar Jeff Kromenhoek                       | Amerikanische Jungferninseln | 55,80    | 30     | 55,52    | 28     | 55,84    | 28     | 2:47,16    |
| 030  | Jeff Pamplin Simon Linscheid Garry Power Terry McHugh                           | Irland                       | 55,79    | 29     | 55,57    | 29     | 55,87    | 30     | 2:47,23    |
| 031  | Greg Sebald Anastasios Papakonstantinou Peter Kolotouros John-Andrew Kambanis   | Griechenland                 | 55,94    | 31     | 56,18    | 32     | 56,14    | 31     | 2:48,26    |
| DSQ  | Liston Bochette Jorge Bonnet José Ferrer Joseph Keosseian                       | Puerto Rico                  | 56,45    | 32     | 55,96    | 31     | 57,35    | DSQ    | DSQ        |